# Hubert Ora
Hubert Ora, född 1598, död 16 februari 1654 i Liège, var den förste till namnet kände författaren på det vallonska språket som tryckte och publicerade sina verk.